# Marvin Harris
Marvin Harris (New York, 18 agosto 1927 – Gainesville, 25 ottobre 2001) è stato un antropologo statunitense.

## Biografia
Scrittore molto prolifico, ebbe una grande influenza nello sviluppo del materialismo culturale, combinando l'enfasi di Karl Marx sulle forze produttive con le intuizioni di Thomas Malthus sull'impatto dei fattori demografici sugli altri aspetti del sistema socioculturale, e riprendendo l'idea di Julian Steward dell'influenza esercitata dall'ambiente sulla cultura. 
Etichettando i fattori demografici e produttivi come "infrastruttura", Harris postulò che questi fossero i fattori chiave nel determinare la struttura sociale e la cultura di una società. Dopo la pubblicazione de L'evoluzione del pensiero antropologico nel 1968, Harris spinse gli antropologi a focalizzarsi sulle relazioni culturali ed ecologiche per tutta la sua carriera.
Molte delle sue pubblicazioni hanno avuto ampia diffusione tra i lettori profani. 
Secondo il materialismo culturale, l'antropologia doveva fornire spiegazioni causali delle somiglianze e delle differenze esistenti negli schemi di pensiero e nel comportamento delle società umane.  
Harris, inoltre, ha affermato la necessità di guardare i fenomeni culturali dall'esterno, escludendo la considerazione del punto di vista del nativo. Seguendo questa linea di pensiero, e usando come guida interpretativa il materialismo culturale, Harris ha interpretato la scelta degli hindu di non mangiare la carne delle vacche come un modo di riservarsi quella che per loro è un'importante fonte di sostentamento. Dunque, secondo Harris, la proibizione di cibarsi delle vacche avrebbe avuto origine da fattori di tipo materiale e sarebbe poi stata riformulata in termini religiosi, attraverso la considerazione delle vacche come animali sacri. Harris in questo modo s'è, in modalità astratto/funzionale, in apparenza sostituito ai nativi e ha proposto di spiegare sia i loro comportamenti, sia le rappresentazioni mentali connesse ad essi.  
Nel corso della sua carriera ha guadagnato un considerevole numero di sostenitori e parimenti moltissimi critici. Diventò un partecipante fisso all'incontro annuale dell'American Anthropological Association.

## Opere (parziale)
- L'evoluzione del pensiero antropologico, Il Mulino. Bologna. 1971.
- Cannibali e Re, le origini delle culture. Edizione italiana Mondadori, luglio 1980.
- La nostra specie, BUR Scienza, 1991 ISBN 978-8817-128025
- Antropologia culturale. Seconda edizione inglese Cultural Anthropology, Harper & Row, New York, 1987. Prima edizione italiana Zanichelli, Bologna, 1990. ISBN 8808070123
- Antropologia Fisica, Fascicolo A. In:Antropologia culturale. Seconda edizione inglese Cultural Anthropology, Harper & Row, New York, 1987. Prima edizione italiana Zanichelli, Bologna, 1990. ISBN 880809992X
- Cannibali e Re, le origini delle culture. Edizione italiana Feltrinelli, 2007.
- Buono da mangiare, (titolo originale: Good to Eat: Riddles of Food and Culture) Edizione italiana Einaudi, 2006.
- Storia dell'antropologia, Fabietti